# Schütz Rezső
Schütz Rezső, névváltozata: Sütz Rezső (Rýmařov [Römerstadt], 1863. – Budapest, 1925. június 29.) magyar építész, építőmester.

## Élete
Sütz József és Schiebl Janka fiaként született a morvaországi Römerstadtban. Életéről kevés adat ismert. Annyi bizonyos, hogy nem csak építészként, hanem építőmesterként is működött. Saját maga terveztette a Buday László utca 5/B. alatt álló épületet 1913–1914-ben Suppinger Ferenccel. Halálát fehérvérűség okozta.

## Családja
Felesége Pohl Zsófia (1874–1938) volt, Pohl Ferenc és Nagy Mária lánya.
Gyermekei:
- Schütz Margit Mária (1894–?). Férje Suppinger Ferenc műépítész.[5]
- Schütz Erzsébet Janka (1895–1971). Férje Kaplonyi Győző orvos.
- Szakáll (Schütz) Gyula Ferenc (1897–1951). Felesége Gross Natália Matild.
- Schütz Ferenc (1903–1907).

## Ismert épületei
- 1899: lakóház, Budapest, Vörösmarty utca 14.[6]
- 1903–1904: Barabás-(később Schütz-)ház, Budapest, Március 15. tér 7. (az épületben működött a Mátyás Pince, toldaléképület: Révész Sámuel és Kollár József, 1914)[2]
- 1904–1905: Schanzer-ház, Thököly út 27. (az eredeti homlokzat az épület felújításakor elpusztult)[2][7][8]
- 1909: lakóház, Budapest, Munkácsi Mihály u. 29.[9]
- 1909–1910: lakóház, Budapest, Szondi u. 90.[10]
- 1912: Korintusz-bérház, Budapest, Blaha Lujza tér (jelentős mértékben átalakítva)[11]

### Tervben maradt épületei
- 1912: Nemzeti Színház, Budapest[2]
- 1912: Községház, Kiskunmajsa (III. díj)[2]
- 1913: színház, Nagybecskerek[12]

## Képtár

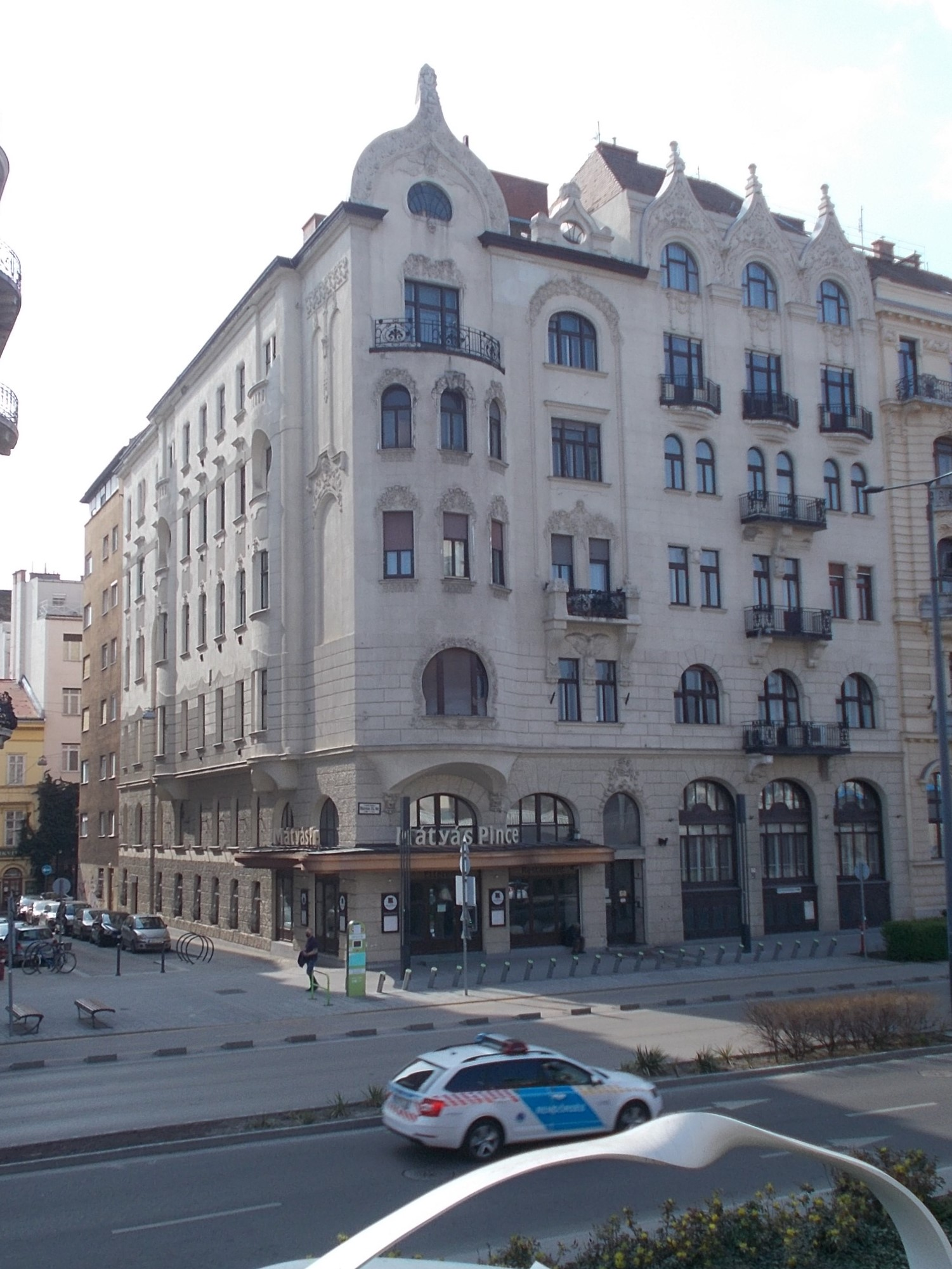
Barabás-ház
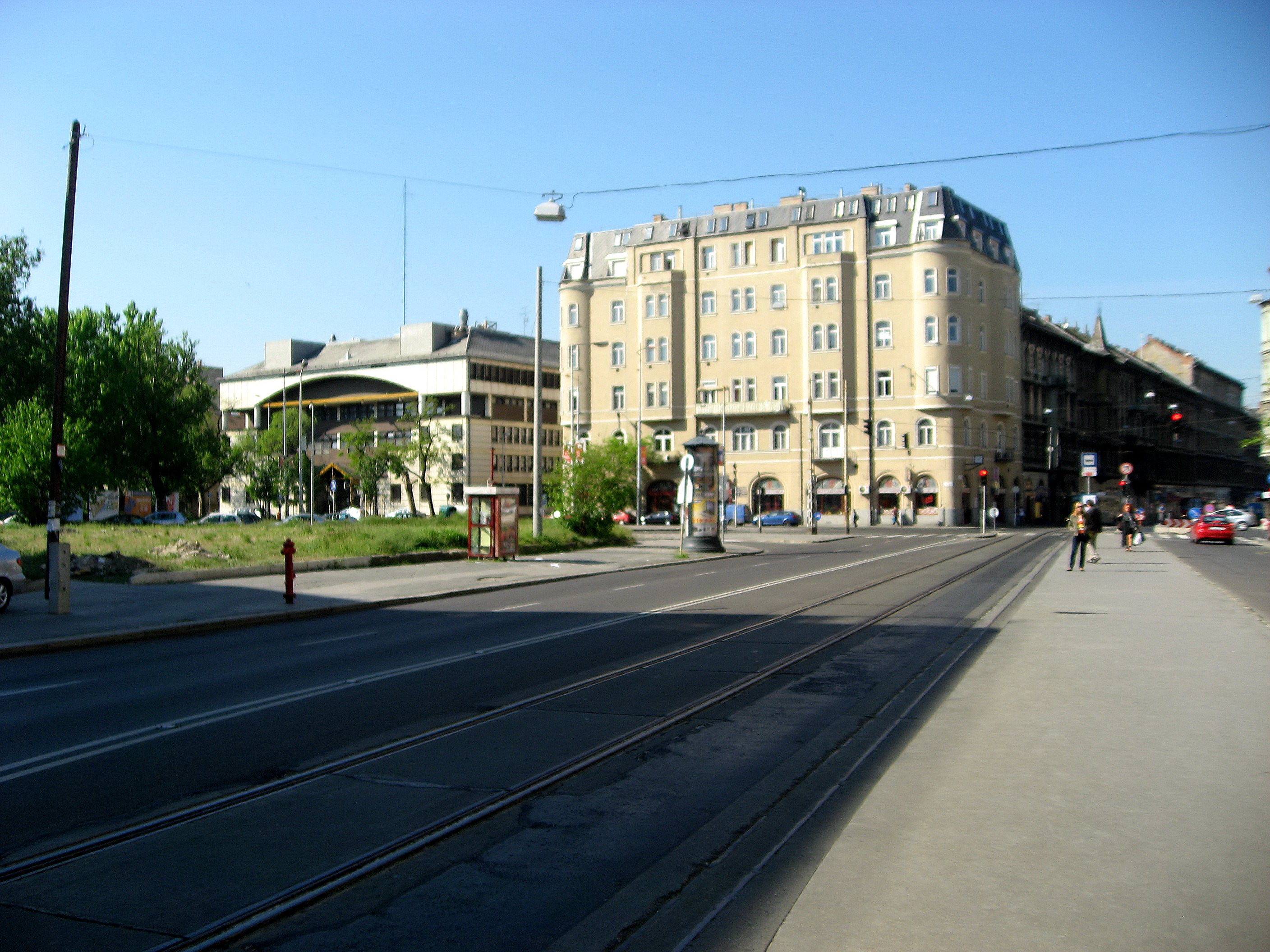
Schanzer-ház
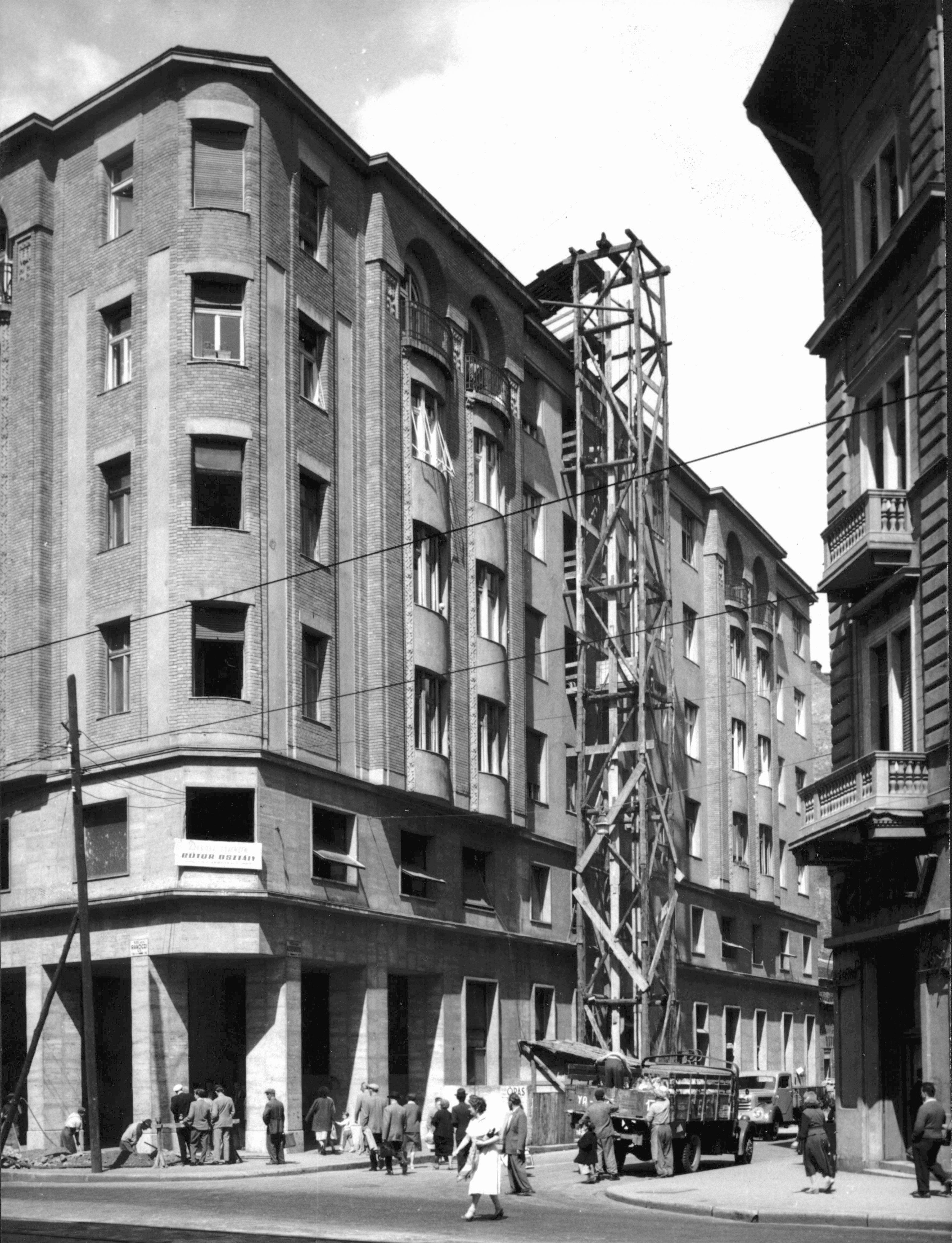
Korintusz-bérház
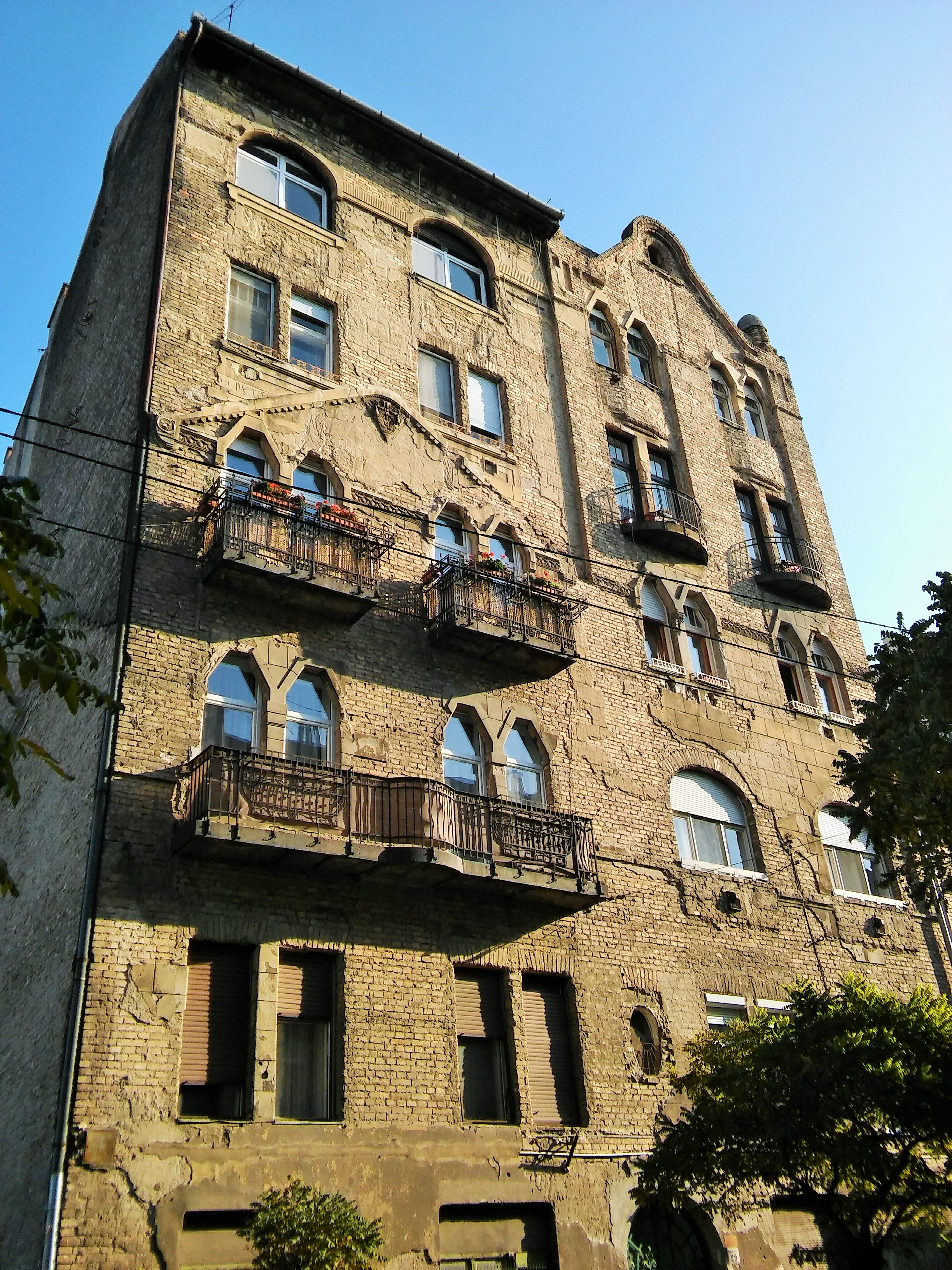
Munkácsi Mihály u. 29.
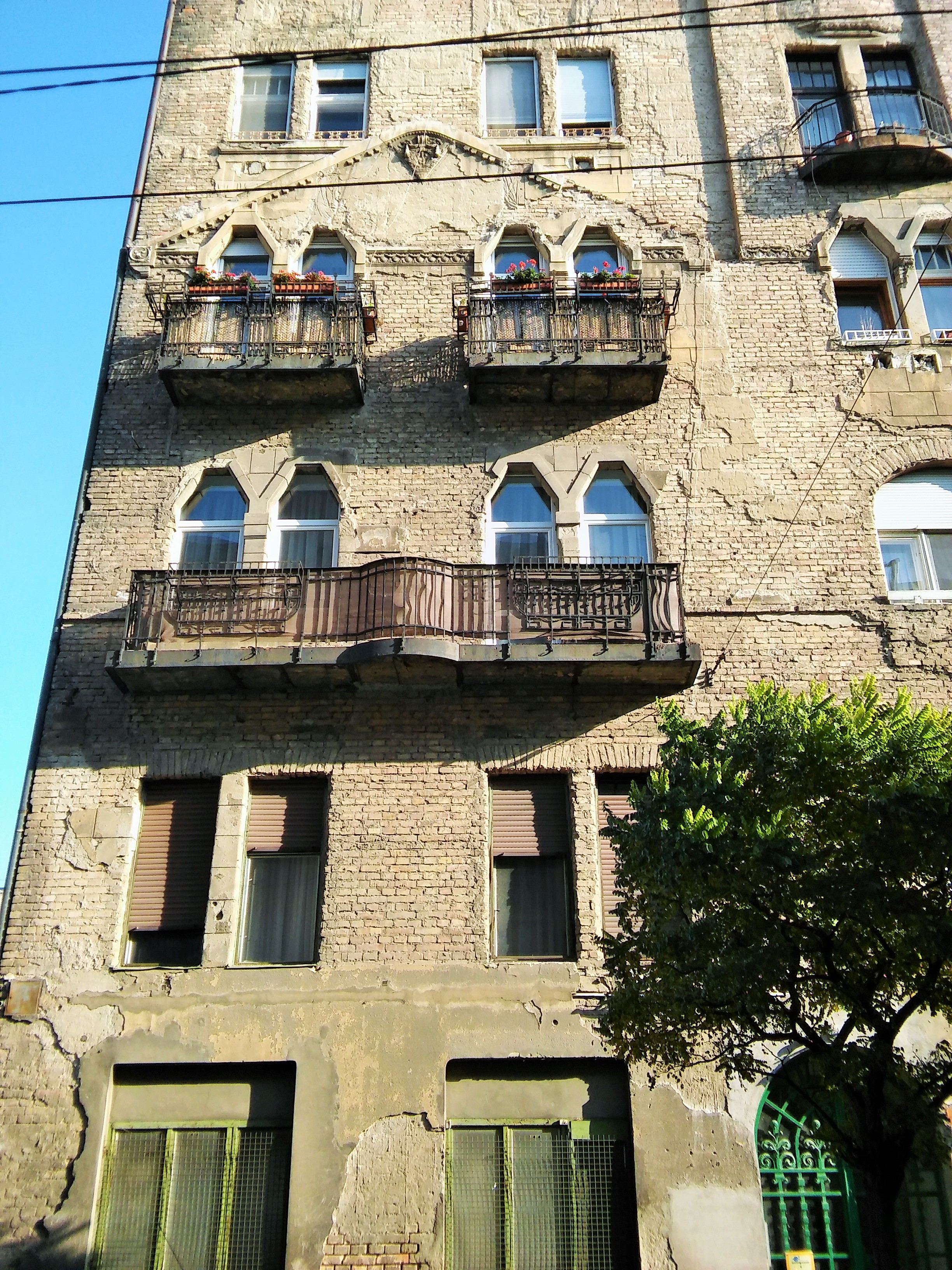
Munkácsi Mihály u. 29. (részlet)
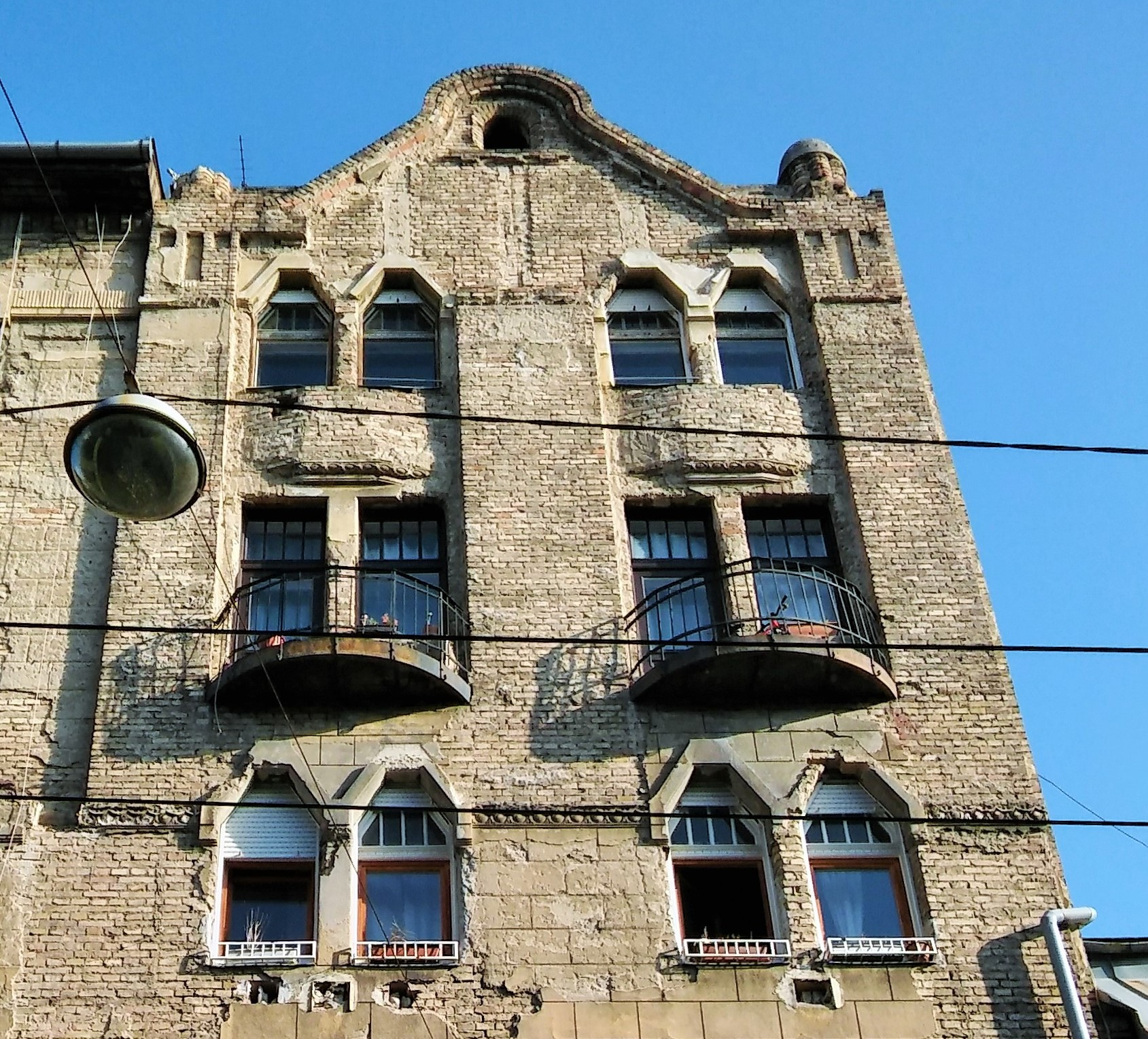
Munkácsi Mihály u. 29. (részlet)
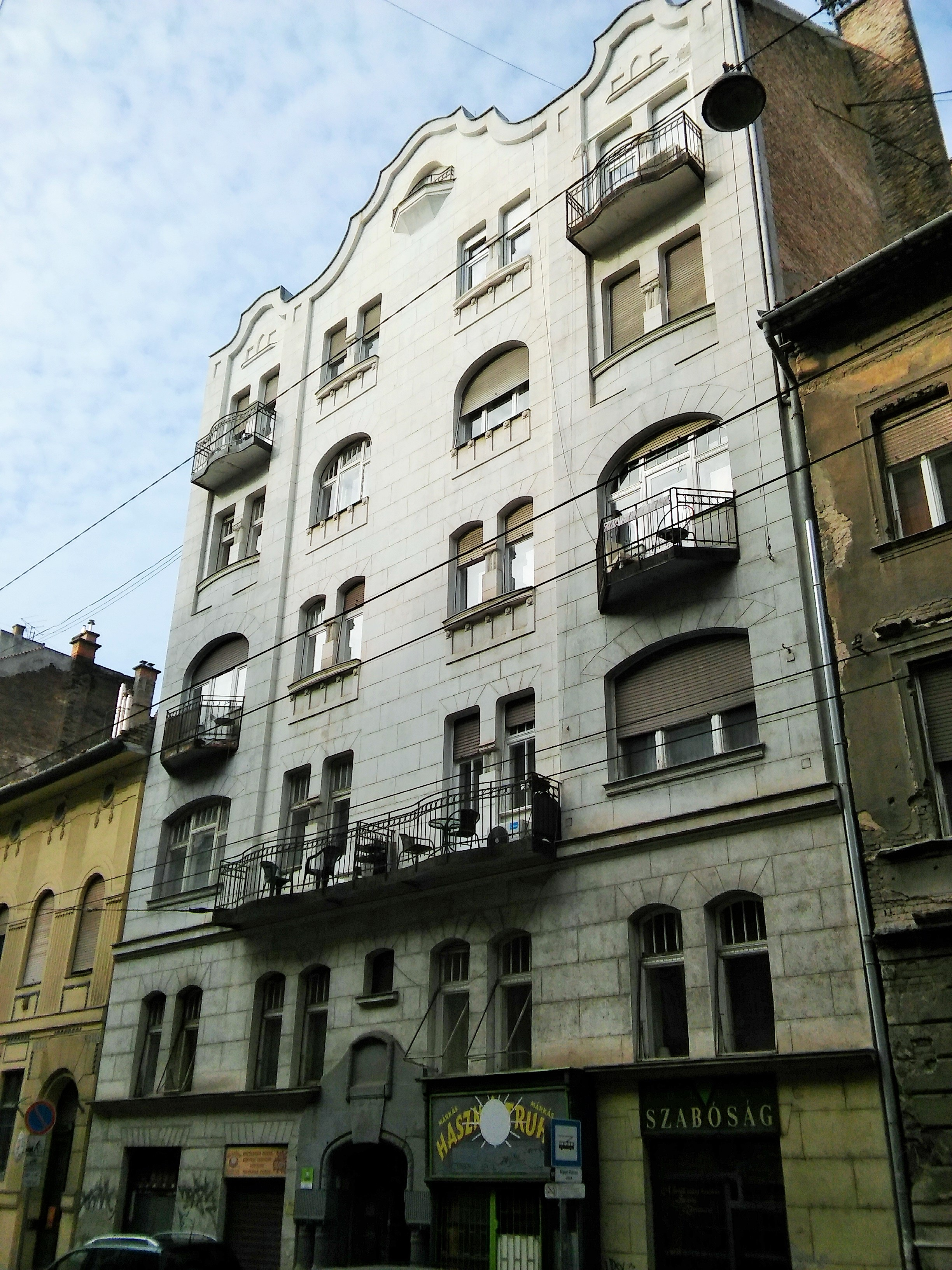
Szondi u. 90.
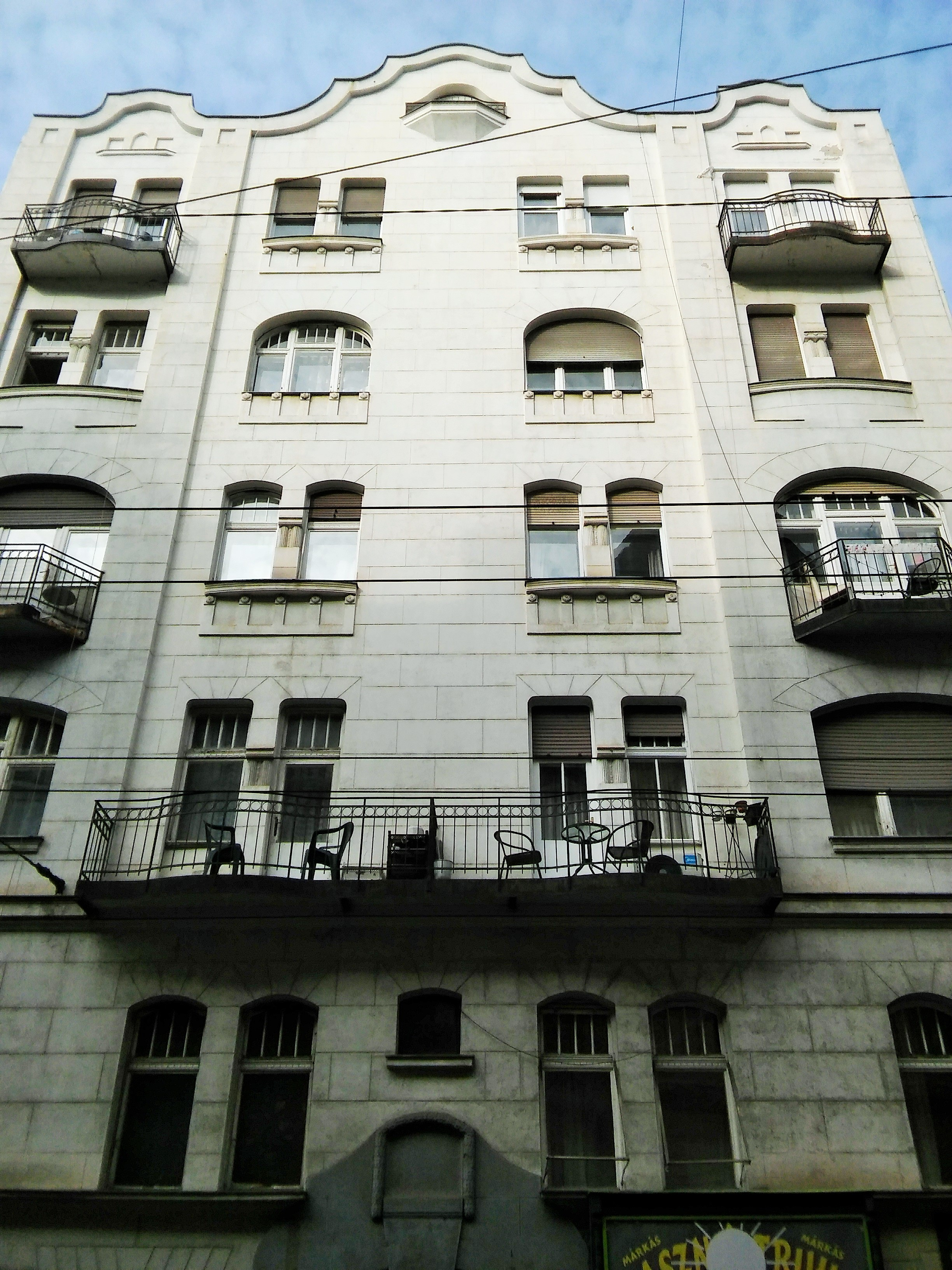
Szondi u. 90. (részlet)